# D'Eon
Chris d'Eon, mais conhecido como d'Eon, é um músico canadense, compositor e produtor musical de música eletrônica proveniente da cidade de Montreal, Quebec. 

## Discografia
Álbuns
- Palinopsia (2010, Hippos in Tanks)
- LP (2012, Hippos in Tanks)